# 华南木棉BBS
华南木棉BBS是华南理工大学的电子布告栏系统（BBS），始建于1995年秋，名定“木棉”取热情朴实之意。开站至今三易其版；讨论内容，则涉及工程专业技术、电脑应用、文化体育等诸多方面；系统运行，基于WWW浏览与Telnet登录之结合：文章阅读、发表和回复均可在WWW浏览器中完成，Telnet操作则更富实时对话、多人聊天、信件收发等功能，并配有文字WWW及新闻阅读等服务。早期时间在中国教育网上很有影响力，号称中国三大BBS之一，但由于某些原因（程序代码维护权限不在站务方面，而是在学校的网络中心是最主要的原因），木棉有点走下坡路，但依旧是华南地区最有影响力的BBS。
2005年3月31日，华南木棉BBS站务组接网络中心通知：华南木棉BBS于4月1日中午12:00左右关站维护，及後恢复实行实名制度，现注册帐号将不能使用。至此华南木棉BBS亦难逃脱中国高校BBS实名制改革之大势。
2006年，被教育部评为十佳校园BBS。
目前，该BBS限制在华工内部的校园网进行访问；BBS也已不活跃，且新发布帖子主要为网络中心通知和租房、兼职广告。